# Timothy F. McCarthy
Timothy F. McCarthy (15. juli 1888 i Kinsale – 16. marts 1917), sømand fra byen Kinsale i Irland. I 1914 kom han  i en alder af 26 år med på Ernest Shackletons berømte tur med skibet Endurance på ekspeditionen af samme navn, hvor formålet – efter at Sydpolen var blevet "erobret" 2 år tidligere – var at krydse hele Antarktis fra hav til hav ind over Sydpolen. Han modtog polarmedaljen i bronze for ekspeditionen.
Efter 1 år og 3 måneder, hvor de sad fast i pakisen for til sidst at miste skibet, drev rundt på isflager og sejlede videre i redningsbåde, slog de lejr på Elephant Island. 6 af de 28 mænd, heriblandt Timothy McCarthy og Shackleton selv, tog af sted i en åben redningsbåd på kun 22 fod for at sejle de ca. 1.400 km efter hjælp.
I de 14 dage sejladsen varede, udholdt de ufattelige strabadser, kulde, storme, oversprøjtning, en kæmpebølge og en orkan, som de senere fik at vide var skyld i, at en damper på 500 tons var forlist. Endelig fik McCarthy som den første øje på South Georgia, hvor de vidste, at der var en hvalfangerstation, hvor de kunne hente hjælp. Det lykkedes at få reddet alle mand.
Skudsmål fra én af de øvrige deltagere: "Han er den mest ukuelige optimist jeg nogensinde har mødt. Når jeg afløser ham ved roret, overiset og med søerne væltende ned over sig, siger han med et grin: "It's a grand day, sir." Ved hjemkomsten som 28-årig i 1917 meldte han sig som frivillig mariner i 1. verdenskrig. Han døde 3 uger senere, da hans skib blev torpederet.